# Dario Razzi
Dario Razzi (Sassoferrato, 14 gennaio 1951 – Perugia, 14 ottobre 2020) è stato un magistrato italiano che ha ricoperto il ruolo di sostituto procuratore della Repubblica presso il Tribunale di Perugia, con delega alla Direzione Distrettuale Antimafia e Procuratore Generale F.F. presso la Corte d’Appello di Perugia.

## Le inchieste principali
Secondo la legge italiana la competenza territoriale per i reati contestati a membri dell'Ordine giudiziario diventano di competenza del Tribunale dove ha sede il distretto più vicino geograficamente. In base a tale norma tutti i reati contestati a giudici di Roma sono di competenza del Tribunale di Perugia e a Dario Razzi è toccato indagare su alcuni dei fatti più clamorosi.

## L'inchiesta sulla vicenda Federconsorzi
Il dr Razzi ha sostenuto la pubblica accusa nella vicenda Federconsorzi. A parere del magistrato nella fase di liquidazione dei beni dell'organizzazione dei Consorzi Agrari non era stata rispettata la par condicio creditorum, ma avanzata una soluzione che favoriva i grandi gruppi bancari che si erano resi acquirenti dei beni ad un prezzo reputato vile dai periti nominati dal P.M. Come filoni secondari della stessa vicenda c'era la cessione alla Cirio degli stabilimenti alimentari della Fedital. In primo grado il Tribunale di Perugia stabilì l'esistenza della bancarotta impropria nei confronti del presidente di sezione del Tribunale fallimentare di Roma e degli altri soggetti che avevano condotto l'operazione. Successivamente, però la Corte di appello assolse gli imputati, sentenza poi confermata dalla Cassazione
Nel frattempo il Parlamento italiano ha costituito una Commissione parlamentare d'inchiesta che ha affrontato anche detti temi ed ha ascoltato il dr. Razzi. Nella relazione finale la commissione, a maggioranza, ha sostenuto che la cessione dei beni Federconsorzi è avvenuta a prezzi congrui

## L'inchiesta sulle corruzioni dei giudici romani (Imi -Sir)
Nell'ambito dei processi radicati poi a Milano relativi alle vicende Imi-Sir è stata avanzata dalle difese degli imputati la teoria che il giudice competente avrebbe dovuto essere il Tribunale di Perugia, in quanto il primo ad iscrivere la notizia di reato e competente in base all'articolo 11 del codice di procedura penale perché avente per oggetto magistrati romani. Articoli di stampa hanno poi affermato che l'attività processuale era stata compiuta dal Dr. Razzi.